# Chien courant polonais
Le chien courant polonais (gończy polski en polonais) est une race de chiens originaire de Pologne. C'est un chien courant de taille moyenne, de construction ramassée qui admet trois couleurs de robe : le noir et feu, le marron et feu et le fauve-rouge. Il est utilisé comme chien de chasse et chien de garde.

## Historique
Dès le XIIIe siècle, la chasse avec des chiens courants est mentionnée dans la littérature polonaise. Des chroniques du XIVe siècle témoignent de l'intérêt très vif de la noblesse polonaise pour ce type de chasse.
Au XVIIe siècle, deux types différents de chiens courants polonais sont déjà bien établis : le brachet polonais assez lourd et le chien courant polonais de construction plus légère. Au XIXe siècle, la littérature cynégétique offre des descriptions détaillées de ces deux types tels Jan Szytler (parfois orthographié Jan Szytier) dans son Guide pour les chasseurs (Poradnik dla myśliwych) en 1819, W. Kozlowski dans la revue Sylwan en 1821 avec les premières illustrations et enfin les descriptions d'Ignacy Bobiatynski dans son œuvre Nauka łowiectwa (1823-1825) pouvant servir premier standard de race. 
Après la Première Guerre mondiale, la chasse avec des chiens courants polonais en Pologne est encore très présente, notamment dans l'Est et dans les régions montagneuses. Dans la région des Basses-Carpates, Józef Pawłusiewicz (1903-1979), célèbre cynologue polonais, utilise des chiens courants polonais et s'occupe du développement de l'élevage. Il rédige le premier standard et fait enregistrer officiellement ces chiens par l'Association cynologique de Pologne.
La race est reconnue à titre provisoire par la Fédération cynologique internationale depuis le 10 novembre 2006.

## Standard
Le chien courant polonais est un chien de taille moyenne faisant preuve de souplesse bien que de construction ramassée. L'ossature est forte sans être lourde. Portée en sabre, la queue d'épaisseur moyenne atteint l’articulation du jarret. L'expression du regard est douce. Disposé oblique, l’œil de grandeur moyenne est de couleur marron en adéquation avec la couleur de la robe. Attachées bas, les oreilles de grandeur moyenne sont tombantes et de forme triangulaire. Le poil sur les oreilles est lisse et soyeux.  
Le poil rêche est bien couché sur la peau, avec un sous-poil abondant, notamment en hiver. Trois couleurs de robe sont admises : le noir et feu, le marron (chocolat) et feu et le fauve-rouge qui peut être légèrement charbonnée. Les taches feu sont situées au-dessus des yeux, sur le museau, sur la face avant de l’encolure, sur le poitrail, sur la partie inférieure des membres, sur la partie arrière et interne des cuisses. De petites marques blanches sur les doigts et sur le poitrail sont admises.

Les trois couleurs de robe
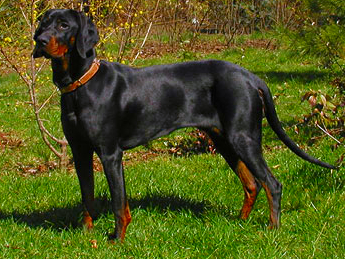
Noir et feu.
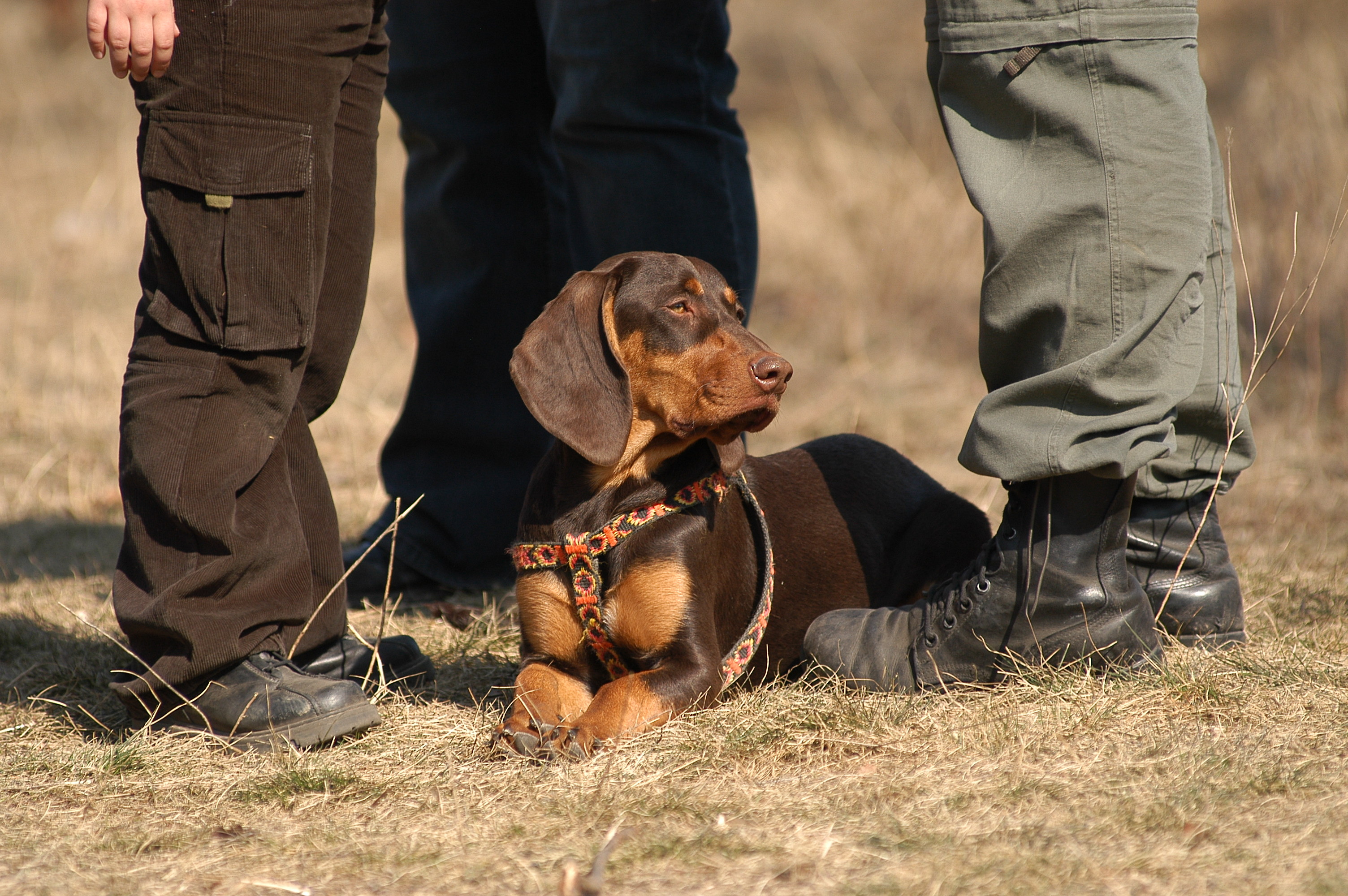
Marron et feu.
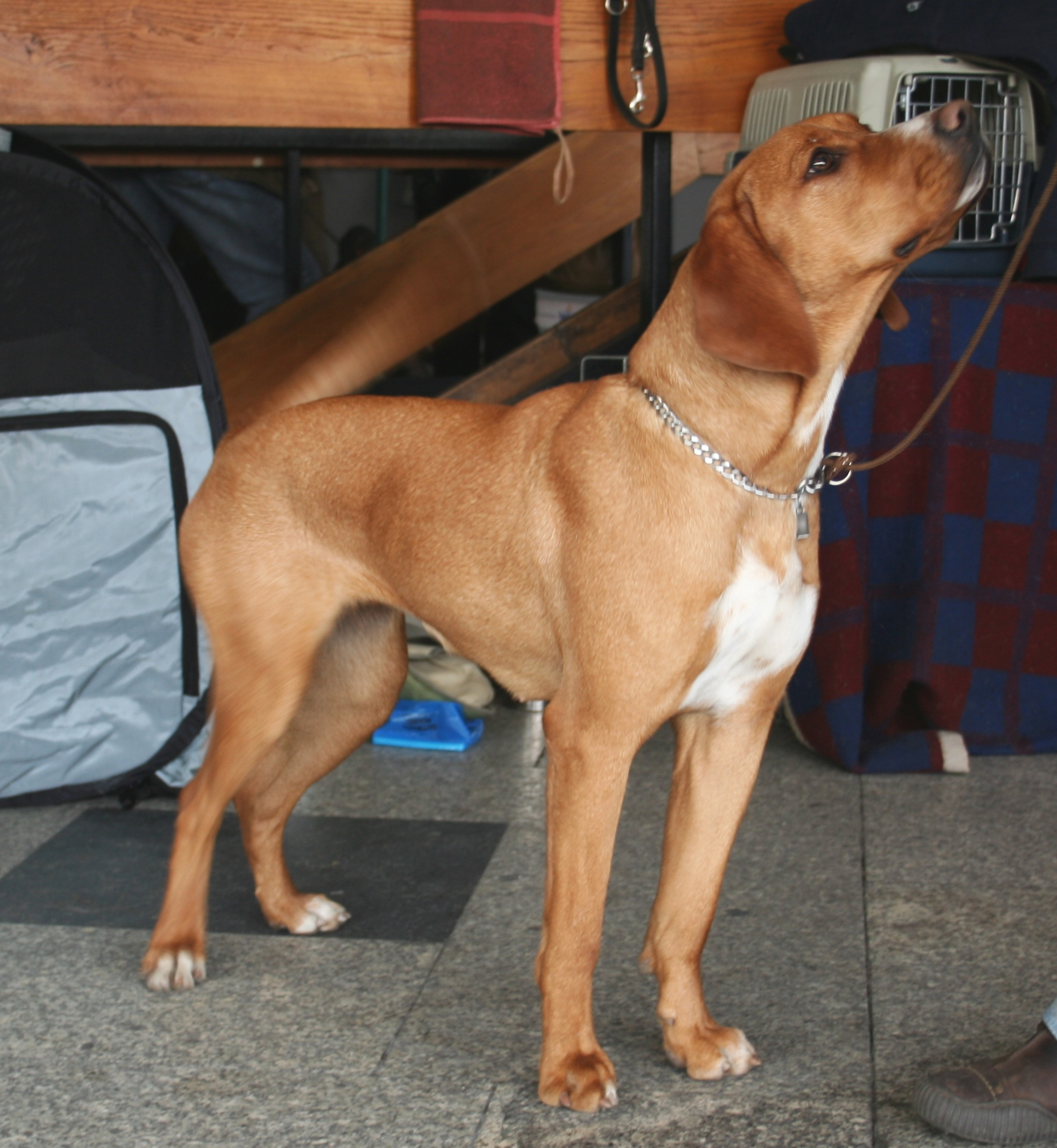
Fauve-rouge.

## Caractère
Le caractère du chien courant polonais est décrit dans le standard de la Fédération cynologique internationale comme équilibré, doux, courageux, intelligent et facile à dresser. Il est naturellement méfiant vis-à-vis des étrangers. 

## Utilité

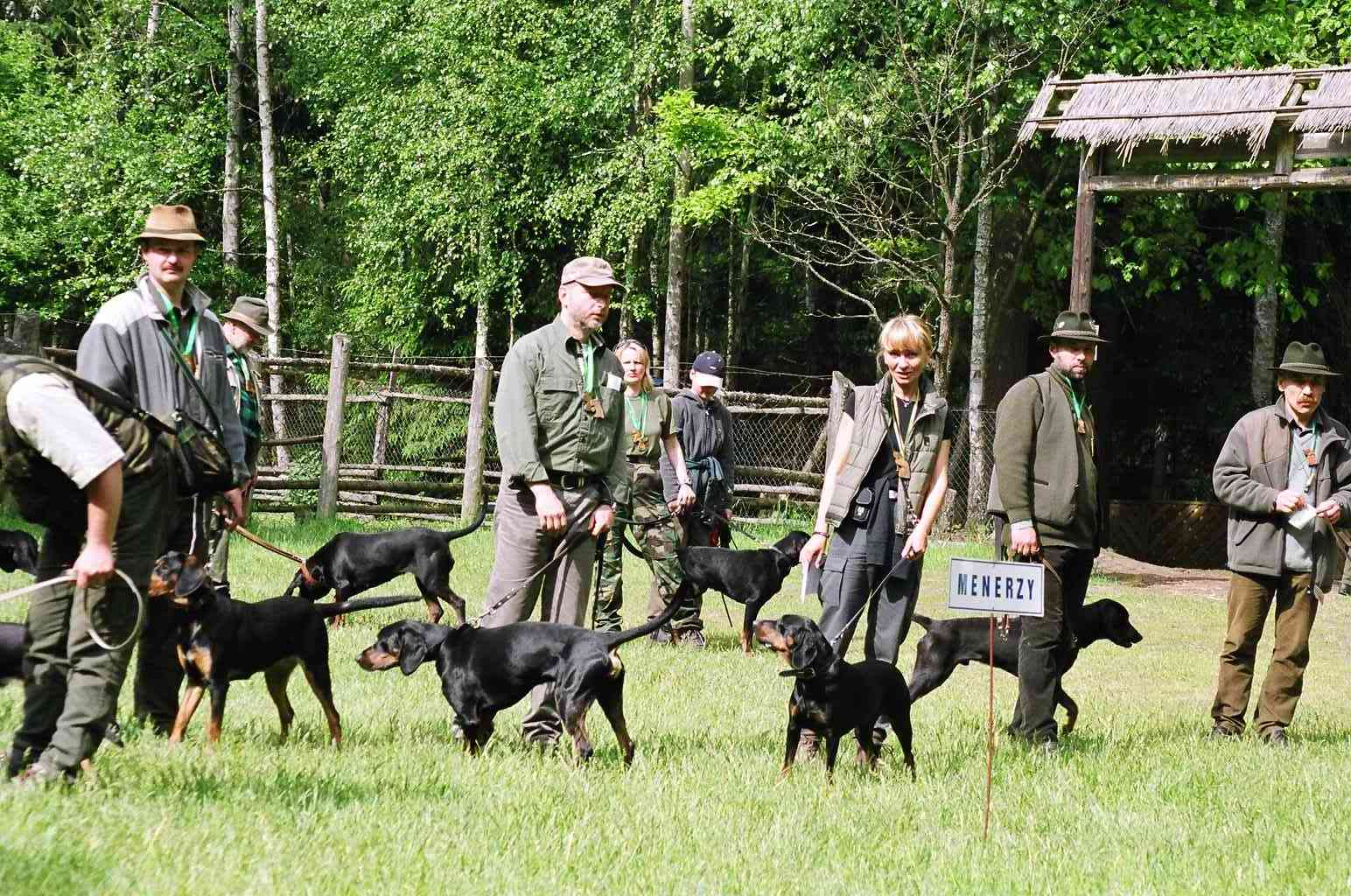
Des chiens courants polonais lors d'une compétition de chasse sur sanglier à Przechlewko.

Le chien courant polonais est un chien de chasse utilisé dans la chasse au sanglier et aux cervidés. Dans le sud montagneux de la Pologne, la race est également utilisée pour chasser le renard et au lièvre. C'est un chien qui donne de la voix en modulant une mélodie caractéristique. La voix est plus aïgue chez la femelle.
Le chien courant polonais est également un excellent chien de garde du fait de son caractère naturellement méfiant.